# ディック・ランディー
リチャード・"ディック"・ランディー（Richard "Dick" Lundy、1907年8月14日 - 1990年4月7日）はアメリカ合衆国ミシガン州出身のアニメーター。

## 経歴
米国の映画会社であるウォルト・ディズニー・スタジオ、メトロ・ゴールドウィン・メイヤー(MGM)社やウォルター・ランツ・スタジオ、ハンナ・バーベラ・プロダクションなどに所属し、ディズニー時代はドナルド・ダックを、ウォルター・ランツ・スタジオ時代はウッディー・ウッドペッカー、アンディ・パンダを、MGM時代はルドルフ・アイジングの制作したキャラクター、熊のバーニーの続編を制作している。

## 作品一覧

### ウォルト・ディズニー・スタジオ時代
- 「ドナルドの海洋団」(Sea Scouts　1939年6月30日)
- 「ドナルドの仕事は楽し」(The Riveter　1940年3月15日)
- 「ドナルドのゲーム、ゲーム、ゲーム」(A Good Time for a Dime　1941年5月9日）
- 「ドナルドのカメラ大好き」(Donald's Camera、1941年10月24日）
- 「ドナルドのかじ屋」(The Village Smithy　1942年1月16日）
- 「ドナルドの野菜畑」(Donald's Garden　1942年6月12日)
- 「ドナルドの黄金狂」(Donald's Goldmine　1942年7月24日)
- 「ぼろぼろタイヤ」(Donald's Tire Trouble　1943年1月29日）
- 「ドナルドのボロ飛行機」(The Flying Jalopy　1943年3月12日)

### ウォルター・ランツ・スタジオ時代
- Sliphorn King of Polaroo　1945年3月19日
- Crow Crazy 1945年7月9日
- The Poet & Peasant 1945年
- Musical Moments from Chopin　1946年2月25日
- Apple Andy　1946年4月9日
- Bathing Buddies　1946年7月1日
- The Wacky Weed　1946年12月16日
- Smoked Hams　1947年4月28日
- The Coo Coo Bird　1947年6月9日
- The Overture to 'William Tell' 　1947年6月16日
- Woody the Giant Killer　1947年6月23日
- Well Oiled　1947年6月30日
- Solid Ivory　1947年8月25日
- The Mad Hatter 1947年11月27日
- The Bandmaster　1947年12月17日
- The Story of Human Energy　1947年
- Banquet Busters　1948年3月12日
- Kiddie Koncert 1948年4月23日
- Wacky-Bye Baby　1948年7月16日
- Wet Blanket Policy　1948年8月20日
- Pixie Picnic　1948年9月23日
- Playful Pelican 1948年10月8日
- Dog Tax Dodgers 1948年11月19日
- Wild and Woody! 1948年12月31日
- Scrappy Birthday　1949年2月11日
- Drooler's Delight　1949年3月25日
- Puny Express 1951年1月22日

### メトロ・ゴールドウィン・メイヤー時代
- 「メキシコ良いとこ」 (Caballero Droopy 、1952)※この作品はドルーピーだが演出を担当。
- 「かしこい子がも」（LITTLE WISE QUACKER　1952年11月8日）
- 「親切好き」（BUSYBODY BEAR　1952年12月20日）
- 「なんでもいただき」（BARNEY'S HUNGRY COUSIN　1953年1月31日）
- 「かかしに御用心」（COBS AND ROBBERS　1953年3月14日）
- 「宝さがし」（HEIR BEAR　1953年5月30日）
- 「良い子のしつけ方」（WEE WILLIE WILDCAT　1953年6月20日）
- 「めんこい子馬」（HALF-PINT PALOMINO　1953年9月26日）
- 「どちらが賢いか」（IMPOSSIBLE POSSUM　1954年3月28日）
- 「只今静養中」（SLEEPY TIME SQUIRREL　1954年6月19日）
- 「小鳥が好き」（BIRD-BRAIN BIRD DOG　1954年7月30日）

## 関連事項
- ルドルフ・アイジング
- テックス・アヴェリー
- マイケル・ラー
- クマのバーニー
- ドルーピー
- トムとジェリー